# Money, Money, Money
A Money, Money, Money című dal a svéd ABBA 1976 november 1-én megjelent kislemeze az Arrival című albumról. A kislemez B oldalán a That's Me című dal kapott helyet, mely szintén ezen az albumon található.
A dal címe eredetileg "Been And Gone And Done It" címmel jelent volna meg egy olyan nő szemszögéből, aki a kemény munka ellenére alig tudja pénzügyeit kordában tartani.
A dal az 1977-ben készült ABBA: The Movie című ausztrál koncert turné részeként is elhangzott, valamint szerepel a Mamma Mia! című filmben is, ahogyan Meryl Streep énekli a dalt.

## Videóklip
A dal videóklipjét egy 1972-es Cabaret (Kabaré) film inspirálta. A klipben Frida egy 20-as évekbeli kalapot viselt. A videó az ő határozott jelenlététől függ a valóságban a szövegek alatt. A pénzről szóló szekvenciák álomszerűnek tűnnek. A videót Lasse Hallström rendezte, aki később azt nyilatkozta, hogy a legjobb ABBA videó volt, amelyet valaha készített.

## Fogadtatás
A Money, Money, Money a második világsláger volt az Arrival című albumról. A dal Ausztráliában, Franciaországban, Belgiumban, Nyugat-Németországban, Hollandiában, Mexikóban és Új Zélandon, Nagy Britanniában, Írországban, Norvégiában és Svájcban volt slágerlistás helyezés.
Az Egyesült Királyságban a dal a 3. helyen indított a kislemezlistán a Mamma Mia és a Take a Chance On Me között. A dal a The Nation's Favorite ABBA song brit szavazása alapján 2010 decemberében a dal 22. helyen végzett a 25-ből.

## Megjelenések
7"  Németország  Polydor – 2001 696
- A	Money, Money, Money 3:05
- B	Crazy World 3:47

7"  Európa Polar – 4795076
 
(A Picture disc kislemez a dal megjelenésének 40. évfordulója alkalmából jelent meg limitált példányszámban)
- A	Money, Money, Money 3:05
- B	Crazy World 3:47

## Slágerlisták
| Slágerlista (1976-77)                                  | Legjobb helyezés |
| ------------------------------------------------------ | ---------------- |
| Ausztrália Australian Singles Chart                    | 1                |
| Ausztria Austrian Singles Chart                        | 3                |
| Belgium Belgian Singles Chart                          | 1                |
| Kanada RPM Top Singles                                 | 47               |
| Hollandia Dutch Singles Chart                          | 1                |
| Európa Eurochart Hot 100 Singles                       | 1                |
| Finnország Finnish Singles Chart                       | 7                |
| Franciaország French Singles Chart                     | 1                |
| Németország German Singles Chart                       | 1                |
| Írország Ír slágerlista                                | 2                |
| Mexikó Mexican Singles Chart                           | 1                |
| Új-Zéland New Zealand Singles Chart                    | 1                |
| Norvégia Norwegian Singles Chart                       | 2                |
| Svájc Swiss Singles Chart                              | 2                |
| Egyesült Királyság Brit kislemezlista                  | 3                |
| Amerikai Egyesült Államok Billboard Hot 100            | 56               |
| Amerikai Egyesült Államok Billboard Adult Contemporary | 38               |
| Amerikai Egyesült Államok Cashbox Top 100 Singles      | 63               |

| Slágerlista (1976) | Helyezés |
| ------------------ | -------- |
| Egyesült Királyság | 145      |

| Slágerlista (1977)                                     | Helyzezés |
| ------------------------------------------------------ | --------- |
| Ausztrália                                             | 7         |
| Egyesült Királyság                                     | 149       |
| Amerikai Egyesült Államok (Joel Whitburn's Pop Annual) | 281       |

## Feldolgozások
- Az Új-Zélandi Chung nevű zenekar Abbasalutely című 1995-ös válogatás albumon szerepel a dal.[16]
- A The Nolans csapat saját változatát vette fel.
- 1999-ben a Madness csapat közreműködött a brit Abbamania[17] kiadásában, és a dalt előadták egy TV műsorban is.
- A dal egy német emlékalbumon is szerepelt, hasonlóan az ABBA Mániához, melyet a német modell Mariella Ahrens adott elő.
- A dal dance változatát az Abbacadabra nevű formáció is rögzítette a brit Almighty Records kiadó által.
- A német E-Rotic nevű csapat Thank You For The Music című albumán is szerepel a dal.[18]
- A dala finn heavy metal zenekar Afterworld 2000-es albumán a Connecting Animals-on is szerepel.[19]
- A dance változatot Donna Burke is előadta a 2001-es japán importra készült ABBA Ibiza Caliente Mix[20] válogatáson.
- 2004-ben a svéd Nils Landgren ABBA emlék albumára készítette el saját változatát.
- Az amerikai énekes Stephanie St. James (ismertebb nevén St. James) a saját változatát készített el a dalból kicsit más szöveggel, mely 2004-es What Did I Do? című albumán szerepel.
- A svéd operaénekes Anne Sofie von Otter saját változatát adta elő 2006-os I Let The Music című albumán, mellyel az ABBA előtt tisztelgett.
- A dal acapella változatát a finn Rajaton kórus is előadta a Lahti Szimfonikus zenekarral 2006-ban.
- A dal szerepel a 2008-ban bemutatott Mamma Mia! című filmben is Meryl Streep előadásában. A dal a film zenéjét tartalmazó soundtrack albumon is szerepel.
- Kagechiyo a macska is énekli a dalt a Ninja Hattori-kun című anime rajzfilmben.